# Amel Bensmaïne
Amel Bensmaïne, née le 15 décembre 1984, est une judokate française.

## Biographie
Amel Bensmaïne est médaillée d'argent aux Championnats d’Europe juniors en 2003 et médaillée d'or aux Championnats d'Europe des moins de 23 ans en 2004 dans la catégorie des moins de 48 kg.
Aux Championnats d'Europe par équipes de judo, elle est médaillée d'argent en 2006.

## Palmarès

### Championnat d'Europe
- Médaille d'or aux Championnats d'Europe des moins de 23 ans en 2004 à Ljubljana
- Médaille d'argent aux Championnats d’Europe juniors 2003 à Sarajevo

### Championnat de France

#### Seniors 1ère Division
- Médaille d'argent au championnat de France 1ère division 2013 à Paris[2]
- Médaille d'argent au championnat de France 1ère division 2006 à Amiens

#### Seniors 2ème Division
- Médaille de bronze au championnat de France par équipes 2ème division 2015 à Paris
- Médaille d'argent au championnat de France 2ème division 2011 à Paris

#### Universitaire
- Médaille d'argent au championnat de France Universitaire 2012 à Besançon
- Médaille de bronze au championnat de France Universitaire 2010 à Toulouse
- Médaille d'or au championnat de France Universitaire 2008 à Orléans
- Médaille de bronze au championnat de France Universitaire 2007 à Reims
- Médaille d'or au championnat de France Universitaire 2005 à Châtellerault
- Médaille d'or au championnat de France Universitaire 2004 à Paris
- Médaille d'or au championnat de France Universitaire 2003 à Paris

#### Juniors
- Médaille d'or au championnat de France Juniors 2003 à Paris